# Bršnik
Bršnik je potok, ki teče po Ljubljanskem barju. Južno od Kozlarjeve gošče se izliva v potok Farjevec, ki se nato severno od naselja Črna vas kot desni pritok izliva v Ljubljanico.